# شهرستان نفتکومسکی
شهرستان نفتکومسکی (به لاتین: Neftekumsky District) یک شهرستان در روسیه است که در سرزمین استاوروپول واقع شده‌است.